# العتمانية (أسيوط)
قرية العتمانية هي إحدى القرى التابعة لمركز البدارى في محافظة أسيوط في جمهورية مصر العربية. حسب إحصاءات سنة 2006، بلغ إجمالي السكان في العتمانية 13717 نسمة، منهم 7200 رجل و6517 امرأة.
وتعرف باسم «قاو الكبرى». وردت في معجم البلدان: «قاو: بعد الألف واو صحيحة. قرية بالصعيد على شاطئ النيل الشرقي تحت إخميم وهناك قرية أخرى يقال لها: فاو بالفاءِ ذكرت في موضعها، وعند هذه القرية يفترق النيل فرقتين تمضي واحدة إلى بردنيش ثم ترجع إلى النيل عند قرية يقالى لها: بوتيج.» وفي التحفة باسم «قاو الخراب» من أعمال الأسيوطية: «قاو الخراب مساحتها 1140 فدان بها رزق 69 فدان عبرتها 5650 دينار كانت باسم الأمير كزل الارغوني والان باسم الأمير جانم المحمدي ومن معه من الامراء».
اسمها القديم توكو وباليونانية والرومانية عرفت باسم «أنطيوبوليس». وقاو كلمة قبطية معناها الجبل، وتعرف آثارها ب«كوم قاو الخراب» وفي سنة 1231 هجرية عرفت بقاو الكبرى ومن سنة 1282 هجرية سميت العتمانية.